# 18 januari
18 januari är den 18:e dagen på året i den gregorianska kalendern. Det återstår 347 dagar av året (348 under skottår).

## Återkommande bemärkelsedagar

### Övriga
- Thailand: Försvarsmaktens dag

## Namnsdagar

### I den svenska almanackan
- Nuvarande – Hilda och Hildur
- Föregående i bokstavsordning
  - Hilda – Namnet infördes på dagens datum 1901 och har funnits där sedan dess.
  - Hildor – Namnet infördes på dagens datum 1986, men utgick 1993.
  - Hildur – Namnet infördes på dagens datum 1986 och har funnits där sedan dess.
  - Prisca – Namnet fanns, till minne av dn romerska martyren Prisca som blev avrättad vid 13 års ålder 273, på dagens datum före 1901, då det utgick.
- Föregående i kronologisk ordning
  - Före 1901 – Prisca
  - 1901–1985 – Hilda
  - 1986–1992 – Hilda, Hildor och Hildur
  - 1993–2000 – Hilda och Hildur
  - Från 2001 – Hilda och Hildur
- Källor
  - Brylla, Eva (red.): Namnlängdsboken, Norstedts ordbok, Stockholm, 2000. ISBN 91-7227-204-X
  - af Klintberg, Bengt: Namnen i almanackan, Norstedts ordbok, Stockholm, 2001. ISBN 91-7227-292-9

### Finlandssvenska almanackan
- Nuvarande från 1929[1] – Laura
- I föregående revideringar[a][2]
  - inga ändringar sedan 1929

## Händelser
- 336 – Sedan Silvester I har avlidit året innan väljs Markus till påve.[3]
- 1318 – De svenska hertigarna Erik och Valdemar Magnusson, som under Nyköpings gästabud den 11 december året före har blivit fängslade av sin bror kung Birger Magnusson och inspärrade i en fängelsehåla på slottet Nyköpingshus, skriver sina testamenten. Enligt vissa uppgifter avlider de av svält redan den 16 februari, enligt andra under sommaren.
- 1701 – Det tyska kurfurstendömet Brandenburg ombildas till kungadömet Preussen och därmed blir också kurfursten Fredrik III kung under namnet Fredrik I.
- 1773 – Thetis och Pelée, den första operan på svenska, uruppförs på Stora Bollhuset i Stockholm. Detta anses utgöra grundandet av Kungliga Operan.
- 1871 – Tysklands enande: Kejsardömet Tyskland utropas i Versailles.
- 1919 – Drygt två månader efter vapenstilleståndet i Compiègneskogen, som den 11 november året innan har avslutat första världskriget, inleds en fredskonferens på slottet i den franska staden Versailles. Den 28 juni samma år, på dagen fem år efter krigets utbrott, undertecknas Versaillesfreden, som officiellt avslutar kriget.
- 1925 – Stiftelsen Malmö konserthus börjar sin verksamhet med en festkonsert under ledning av kapellmästare Tor Mann.
- 1938 – Den svenske skådespelaren Gösta Ekman den äldre (som har avlidit den 12 januari, 47 år gammal) jordfästs, varvid 100 000 personer följer sorgetåget.
- 1943 – Sveriges överbefälhavare utfärdar under det pågående andra världskriget en order till militära chefer i händelse av angrepp, där det heter att ”varje meddelande om att motståndet skall uppges är falskt”. Detta kvarstår sedan under kalla kriget och in i modern tid.
- 1945 – Svenskan Jane Horney, som har hjälpt danska judar över till Sverige, försvinner under oklara omständigheter ombord på en dansk fiskebåt i Öresund och återfinns aldrig.
- 1964 – Tv-serien Vi på Saltkråkan, med manus av Astrid Lindgren, börjar sändas i svensk tv. I efterhand skriver Lindgren en bok utifrån serien.
- 1973 – Lars Johan Werles operapjäs Tintomara, efter Carl Jonas Love Almqvists roman Drottningens juvelsmycke, uruppförs på Operan som ett led i dess 200-årsjubileum.
- 1980 – Lastfartyget Star Clipper seglar vid halv två-tiden på natten på en av pelarna till Almöbron mellan den svenska ön Tjörn och fastlandet. Bron rasar och innan man spärrar av vägarna dör åtta människor i sju bilar då de aldrig i tid hinner uppfatta att bron de ska passera över inte längre finns.
- 1983 – En orkan utbryter i Öresund, vilken blir en av de allvarligaste någonsin. Bland annat omkommer två personer när taket på slottskyrkan i Köpenhamn blåser av.
- 1991 – Irak avfyrar åtta scudmissiler mot Israel under det pågående Kuwaitkriget.
- 1993 – Det svenska radioprogrammet Karlavagnen, där lyssnare får ringa in och prata med programledaren om olika ämnen, har premiär i SR P4.
- 2001 – En elev blir ihjälskjuten på en toalett på Bromma gymnasium.
- 2002 – Inbördeskriget i Sierra Leone, som har varat sedan 1991, förklaras officiellt vara över, då regeringsstyrkorna utropas till segrare över rebellerna.
- 2004 – Tre interner på den svenska Kumlaanstalten, däribland Daniel Maiorana, blir fritagna i den första rymningen från anstalten sedan 1991. De infångas en vecka senare.
- 2019 – Efter 131 dagars regeringsbildningsprocess blir Stefan Löfven vald till statsminister i Sverige.

## Födda
- 1641 – François Michel Le Tellier de Louvois, fransk statsman, Frankrikes krigsminister
- 1689 – Charles-Louis de Secondat Montesquieu, fransk författare och politisk filosof
- 1741 – Johan Gustaf Flodin, biskop i Västerås stift
- 1798 – Augustus Seymour Porter, amerikansk politiker, senator för Michigan
- 1849 – Richard Pischel, tysk indolog
- 1850 – Seth Low, amerikansk politiker
- 1879 – Henri Giraud, fransk general
- 1882 – A.A. Milne, brittisk författare, mest känd för böckerna om Nalle Puh
- 1884 – Hermann Böhm, tysk sjömilitär, generalamiral
- 1888 – Karl-Ewert Christenson, svensk skådespelare och sångtextförfattare
- 1892 – Oliver Hardy, amerikansk skådespelare, i Sverige mest känd som Helan i skådespelarduon Helan och Halvan
- 1893
  - Jorge Guillén, spansk författare
  - Thomas E. Martin, amerikansk republikansk politiker, senator för Iowa
- 1904 – Cary Grant, amerikansk skådespelare
- 1908
  - Sibylla av Sachsen-Coburg-Gotha, tysk-svensk prinsessa
  - John Sandling, svensk skådespelare
- 1911 – Danny Kaye, amerikansk komiker, sångare och skådespelare
- 1912 – Daniel T. McCarty, amerikansk demokratisk politiker, guvernör i Florida
- 1921 – Yoichiro Nambu, japansk teoretisk fysiker, mottagare av Nobelpriset i fysik 2008
- 1925
  - Bengt Eklund, svensk skådespelare
  - Gilles Deleuze, fransk filosof
- 1928 – T.N. Chaturvedi, indisk politiker
- 1933 – Mats Dahlbäck, svensk skådespelare
- 1937 – John Hume, brittisk politiker, parlamentsledamot för Social Democratic and Labour Party, mottagare av Nobels fredspris 1998
- 1938 – Anthony Giddens, brittisk sociolog
- 1943
  - Kay Granger, amerikansk republikansk politiker, kongressledamot
  - Charlie Wilson, amerikansk demokratisk politiker, kongressledamot
- 1944 – Alexander Van der Bellen, österrikisk nationalekonom och politiker, förbundspresident
- 1947 – Takeshi Kitano, japansk skådespelare, komiker, konstnär, poet och filmregissör
- 1951 – Elijah Cummings, amerikansk demokratisk politiker, kongressledamot
- 1953 – Dag Malmberg, svensk regissör och skådespelare
- 1955
  - Kevin Costner, amerikansk skådespelare
  - Mike Michaud, amerikansk demokratisk politiker
- 1958 – Iain Coleman, brittisk parlamentsledamot för Labour
- 1961 – Mark Messier, kanadensisk ishockeyspelare
- 1965
  - Charles Berglund, svensk ishockeyspelare och ishockeytränare
  - Anders Bohman, svensk filmproducent och fotograf
- 1975 – Iván Zamorano, chilensk fotbollsspelare
- 1978 – Thor Hushovd, norsk cyklist
- 1979 – Ruslan Fedotenko, ukrainsk ishockeyspelare
- 1981 – Maria Parr, norsk barnboksförfattare
- 1984 – Johanna Salomaa, finländsk sångare med artistnamnet Jonsu
- 1990 – Nisa Romyen, thailändsk fotbollsspelare

## Avlidna
- 1425 – Edmund Mortimer, 33, engelsk earl av Ulster och March
- 1547 – Pietro Bembo, 76, italiensk diktare och humanist
- 1586 – Margareta av Parma, 63, drottning av Nederländerna, halvsyster till Filip II av Spanien
- 1677 – Jan van Riebeeck, 57, nederländsk kolonisatör
- 1730 – Peter II av Ryssland, 14, rysk tsar 1727–1730
- 1764 – Samuel Troilius, 57, svensk politiker och kyrkoman, biskop i Västerås stift 1751–1760 och ärkebiskop i Uppsala stift från 1758
- 1854 – Robert M. Charlton, 47, amerikansk demokratisk politiker och jurist, senator för Georgia 1852–1853
- 1859 – William Slade, 72, amerikansk politiker, kongressledamot 1831–1843, guvernör i Vermont 1844–1846
- 1862
  - John Tyler, 71, amerikansk politiker, USA:s vicepresident 1841 och president 1841–1845
  - Anders Magnus Strinnholm, 75, svensk historiker, ledamot av Svenska Akademien sedan 1837
- 1865 – Magnus Jacob Crusenstolpe, 69, svensk författare och publicist
- 1882 – Charles Downing, 82, amerikansk pomolog
- 1890 – Amadeus I, 44, kung av Spanien 1870–1873
- 1898 – Henry Liddell, 86, brittisk lingvist
- 1903 – Abram Hewitt, 80, amerikansk politiker, kongressledamot 1875–1879 och 1881–1886, borgmästare i New York 1887–1888
- 1907 – Peter Krok, 79, svensk jurist, landssekreterare och politiker
- 1919 – John, 13, brittisk prins
- 1936 – Rudyard Kipling, 70, brittisk författare, mest känd för boken Djungelboken, mottagare av Nobelpriset i litteratur 1907
- 1948 – Charles Magnusson, 69, svensk filmproducent, fotograf, filmbolagsdirektör, regissör och manusförfattare
- 1949 – Charles Ponzi, 66, italiensk-amerikansk svindlare och bedragare, som har fått bedrägeritypen Ponzibedrägeri uppkallad efter sig
- 1954 – Sydney Greenstreet, 74, brittisk skådespelare
- 1956 – Konstantin Päts, 82, estnisk president 1938–1940
- 1958 – Matthew M. Neely, 83, amerikansk demokratisk politiker, senator för West Virginia 1923–1929, 1931–1941 och sedan 1949
- 1963 – Hugh Gaitskell, 56, brittisk labourpolitiker, parlamentsledamot sedan 1945, Storbritanniens bränsle- och energiminister 1947–1950, finansminister 1950–1951 och partiledare för Labour sedan 1955
- 1974 – Leif Amble-Næss, 77, svensk-norsk skådespelare och regissör
- 1978
  - John Lyng, 72, norsk politiker, Norges statsminister 28 augusti–25 september 1963 och utrikesminister 1965–1970
  - Greta Johansson, 83, svensk simmare och simhoppare, Sveriges första kvinnliga OS-guldmedaljör
- 1980 – Cecil Beaton, 76, brittisk fotograf
- 1981 – Bruce Chatwin, 48, brittisk författare och vagabond
- 1983 – Greta Stave, 86, svensk skådespelare
- 1985
  - Wilfrid Brambell, 72, irländsk skådespelare
  - Carl Göran Ljunggren, 35, svensk sångare, gitarrist och låtskrivare med artistnamnet Kal P. Dal
- 1990 – Melanie Appleby, 23, brittisk sångerska, medlem av Mel & Kim
- 1995 – Adolf Butenandt, 91, tysk biokemist, mottagare av Nobelpriset i kemi 1939
- 1997
  - Björn Isfält, 54, svensk kompositör och filmmusikarrangör
  - Paul Tsongas, 55, amerikansk demokratisk politiker
- 2005 – Lamont Bentley, 31, amerikansk skådespelare
- 2006 – Östen Warnerbring, 71, svensk sångare
- 2008 – Kerstin Johansson i Backe, 88, svensk barnboksförfattare
- 2010 – Robert B. Parker, 77, amerikansk deckarförfattare
- 2011 – Sargent Shriver, 95, amerikansk demokratisk politiker
- 2014 – Dennis ”Fergie” Frederiksen, 62, amerikansk rocksångare
- 2016
  - Glenn Frey, 67, amerikansk sångare och låtskrivare, en av originalmedlemmarna i countryrockgruppen Eagles
  - Michel Tournier, 91, fransk författare
- 2018
  - Wallis Grahn, 72, svensk skådespelare
  - Lasse Sarri, 81, svensk regissör, manusförfattare och skådespelare
- 2023 – David Crosby, 81, amerikansk sångare och gitarrist